# 菲夢少女
《菲夢少女》（韓語：샤이닝스타）是由韓國與中国大陆合作，以韓國流行音樂偶像為題材的電視動畫作品。

## 概要
本作描述夢想成為偶像並進入世界知名偶像養成學校菲夢學院就讀的主角喬可星，與其他同學互相競爭切磋後，出道成為偶像的故事。
從2019年2月1日開始在官方YouTube頻道，以每個星期二與星期五更新一話的形式進行本篇的免費公開播放，同時支援韓文、英文、日文、繁體中文等多國語言隱藏字幕。
在韓國，全52集從2017年10月16日開始在韓國文化放送進行無線電視的播放。
在中國大陸，以《菲夢少女》為題名從2019年1月23日開始在嘉佳卡通衛視播放了中配版本的1期（1話－26話），同時也在國內各大動畫網站進行網路放送。而二期（27話－52話）則是從2019年8月13日開始以《菲夢少女2》的題名在芒果TV進行獨家播放，預計於2019年8月26日開始在嘉佳卡通衛視進行電視播放。
動畫由MARO工作室（MARO STUDIO）製作。同時，韓國知名演藝經紀公司SM娛樂與中國廣東省奧飛娛樂股份有限公司被標記為共同製作者。
電視版為一集30分鐘的節目，MARO工作室將1－26話標記為1期，27－52話標記為二期。原版是以韓語配音製作。1期選定為光州廣域市情報文化産業振興院的CG製作支援作品，2期由韓國文化產業振興院選定為製作支援作品。
劇場版由韓國文化產業振興院支援完成製作。最初發表的標題為《劇場版菲夢少女 隱藏在舞台幕後的少女》，但最後正式完成的標題變更為《劇場版菲夢少女：新月光女王的誕生！》。是以寧雪艷為主角的if故事，跟電視版的設定有所出入。韓國於2019年7月18日在韓國連鎖電影院星聚匯進行獨佔上映，並使用了270度3面螢幕的「ScreenX」方式播放，同時舉行了應援場活動及贈送收藏卡作為入場特典，但累計觀客動員數僅止於15,750人。於2019年8月2日在越南上映。
在香港，菲梦少女于2024年8月21日在Viu
TV首播。

## 登場人物

### 主要人物
喬可星（채나라）
声：이명호
本作主角。外表與實力都相當平凡，但卻夢想成為女性偶像界頂端「菲夢之星」來帶給人們幸福的少女。在第1話與楚京浩及粉嘟相遇，參加了菲夢學院的入學選拔。
宋詩語（윤시아）
聲：박리나
菲夢學院新生裡的女學生。擅長跳舞。
楊松兒（양송이）　
聲：이지현
菲夢學院新生裡的女學生。擅長唱歌。
寧雪艷（강헤라）
聲：정혜원
菲夢學院新生裡的女學生。財團的大小姐，個性好勝。在新生中具有No.1的實力。
楚京浩（진）
聲：嚴祥鉉
從第1話開始寄住在喬可星家中的菲夢學院裡的男學生。
粉嘟（헨델）
聲：김새해
前菲夢之星林娜寄託給京浩的偶像專用攜帶裝置‧菲夢助理裡面搭載的人工智慧，外貌為兔子。
歐莉文（칼리오페）
聲：김은아
現任菲夢之星，同時也是菲夢學院真正的支配者。
高威（빅제이）
聲：신용우
知名製作人。菲夢學院的校長。
采玟（셜리）
聲：홍소영
前人氣女偶像，現任職菲夢學院的教師。
南飛（재키춘）
聲：신용우
編舞師，現任職菲夢學院的教師。
俊宇　현우
聲：（신용우）
可星所支持的男偶像。人氣男子偶像團體「飛揚」的成員。

## 音樂
- 音樂製作：SM娛樂
  - 歌曲錄製：SMROOKIES（韓語版：高恩、Hina、寧寧；漢語版：高恩、藝洋、寧寧）、朴正妍、Onestar、金秀瓚、李周炫、金所炫、Agnes Shin、崔煐敬

## 停播事件
第2季因被中國大陸網友檢舉而在2020年6月於金鷹卡通衛視停播。

## 資料來源
1. 1 2  MARO STUDIO官方網站 （页面存档备份，存于）的記載。
2. ↑  韓国文化產業振興院的發表。

## 外部連結
- YouTube上的菲夢少女頻道
- 官方網站（MARO STUDIO） （页面存档备份，存于）
- 官方網站（MBC） （页面存档备份，存于）
- 菲夢少女的X（前Twitter）
- 劇集列表 (Episodes List | Shining Star Wiki | Fandom)